# ماريا غابرييل
ماريا إيفانوفا غابرييل (بالبلغارية: Мария Иванова Габриел)‏ هي سياسية بلغارية ولدت في يوم 20 مايو 1979 في بلدة غوتسه دلتشو في جنوب غرب بلغاريا. تخصصت في دراسة اللغتين البلغارية والفرنسية في جامعة بلوفديف. مثلت بلغاريا في البرلمان الأوروبي من سنة 2009 إلى سنة 2017. ثم شغلت منصب المفوضة الأوروبية للإقتصاد الرقمي والمجتمع من سنة 2017 إلى سنة 2019، وفي سنة 2019 اختارتها رئيسة المفوضة الأوروبية أورسولا فون دير لاين لشغل منصب المفوضة الأوروبية للتعاون والبحث والثقافة والتعليم والشباب.